# Bytex
Bytex byl významný československý národní podnik zaměřený na výrobu bytových textilií a koberců. Společnost vznikla jako součást reorganizace textilního průmyslu v 60. letech 20. století z výrobně hospodářské jednotky PBT (Průmysl bytových textilií) ve Vratislavicích nad Nisou s přidruženými podniky Plyšan v Hlinsku, Moravan v Brně a Bytex v Rumburku. Nejvýznamnější závody byly ve Vratislavicích nad Nisou a v Rumburku. Produkce koberců, zejména pod značkou Kovral, se úspěšně uplatnila i na exportních trzích. Po roce 1990 však Bytex, podobně jako řada dalších státních podniků, narazil na obtíže spojené s transformací a přechodem na tržní ekonomiku. Nedokázal konkurovat levnějším výrobkům ze zahraničí a postupně byl vytlačen z trhu, což vedlo k jeho bankrotu a uzavření závodů. To mělo dopad na zaměstnanost a ekonomiku zejména v severních Čechách.

## Historie

### Závod Rumburk
Historie rumburského závodu sahá až do 18. století. Prvním významným krokem k rozvoji textilní výroby v oblasti byl Anglický dům, postavený kolem roku 1720 jako manufaktura pro bělení a zpracování látek. V roce 1873 pak Julius Pfeifer v tomto areálu založil továrnu na výrobu bavlněného, lněného a plátěného zboží, která se postupně rozšířila na produkci nábytkových tkanin a gobelínů. Pfeiferova rodina textilní výrobu dále rozvíjela a budovy rozšířila i modernizovala. Ve dvacátých letech 20. století se koberce, přikrývky a nábytkový textil z Pfeiferovy továrny vyvážely do celého světa. Firma jako jedna z mála v Rumburku přežila i německou okupaci a druhou světovou válku. Po válce byla znárodněna.

### Závod Vratislavice
Počátky továrny na koberce ve Vratislavicích spadají do roku 1844 kdy místní rodák Ignác Ginzkey ve svém domě vyráběl podomácku pokrývky a jednoduché běhouny. Výroba se postupně rozšířila, nejprve odkoupil menší továrnu v Proseči a roku 1860 přestěhoval výrobu koberců do nově postavených objektů v centru obce. Po Ignácově smrti převzali vedení závodu synové Ignác a Willi. Firma nabízela holandské běhouny, velurové koberce a barevné přikrývky a proslavila se také výrobou ručně vázaných koberců. Unikátní koberec vyrobila továrna v roce 1928 pro hotel Astoria v New Yorku. Ve své době byl největší na světě, měřil 326 m² a vážil 1230 kg. Továrna v roce 1862 zaměstnávala 230 dělníků, v roce 1890 se jejich počet rozrostl na jeden tisíc. V roce 1946 přešel závod do národní správy.

### Národní podnik Bytex
V roce 1946 přešlo pod národní správu několik bývalých textilních továren, včetně podniku I. Ginzkey, a vznikl národní podnik TOKO (Továrny koberců a nábytkových látek). Po únoru 1948 při druhé etapě znárodňování byla do národního podniku začleněna rumburská firma Pfeifer a některé menší závody. Národní podnik TOKO tak sdružoval 42 závodů s rozsáhlým sortimentem výrobků roztroušených po celých Čechách a Moravě. V roce 1949 byl podnik rozdělen na 5 samostatných národních podniků – TOKO Vratislavice (dříve I. Ginzkey), Moravan Brno (dříve Klazar), Plyšan Hlinsko (dříve Klazar), Bytex Rumburk (dříve Pfeifer) a Hrako Hranice (dříve Bří Ueblové).
V padesátých letech 20. století se výrobní sortiment zúžil a část strojů byla přemístěna na Slovensko. Rumburský závod vyráběl přikrývky, nábytkové látky, technické tkaniny a autopotahy a od roku 1965 se specializoval na přikrývky. Podnik v Rumburku se stal největším průmyslovým podnikem ve městě, měl šest provozoven, a zaměstnával největší počet lidí. V roce 1980 měl rumburský závod 1 500 zaměstnanců, z toho přes tisíc žen.
V roce 1958 vznikla z národního podniku TOKO výrobně hospodářská jednotka Bytový textil (později PBT, Průmysl bytových textilií) s přidruženými podřízenými podniky Moravan Brno, Plyšan Hlinsko a Bytex Rumburk. Od 1. ledna 1967 vznikl národní podnik Bytex se sídlem ve Vratislavicích nad Nisou a dne 27. června 1988 se stal Bytex státním podnikem. Zaměřoval se na výrobu tradičních i všívaných koberců, které se proslavily pod značkou Kovral (akronym z "koberec - Vratislavice - Liberec"). Koberce této značky se vyráběly od roku 1961 a jejich popularita podpořila modernizaci výroby, včetně importu nových strojů z Anglie a Belgie. V roce 1961 měl závod 1 252 zaměstnanců a jejich počet dále rostl. Bytex byl ve své době také průkopníkem v oblasti ručně vázaných koberců, které dodával pro významné stavby jako Palác kultury v Praze, televizní studio na Kavčích horách či hotel na Ještědu. Výroba kulminovala v 70. a 80. letech, kdy roční produkce koberců, včetně ručně vázaných, činila až 6,6 milionů metrů čtverečních a polovina produkce mířila na export do 50 zemí světa. V době svého největšího rozkvětu postavil Bytex v Liberci tři panelové domy, mateřskou školu, jesle a svépomocí svých zaměstnanců také obytný dům.

### Privatizace
V roce 1990 došlo z rozhodnutí ministra průmyslu k rozdělení státního podniku Bytex na 10 státních podniků, včetně závodů Intex Liberec, Bytex Rumburk, a jejich postupné privatizaci.

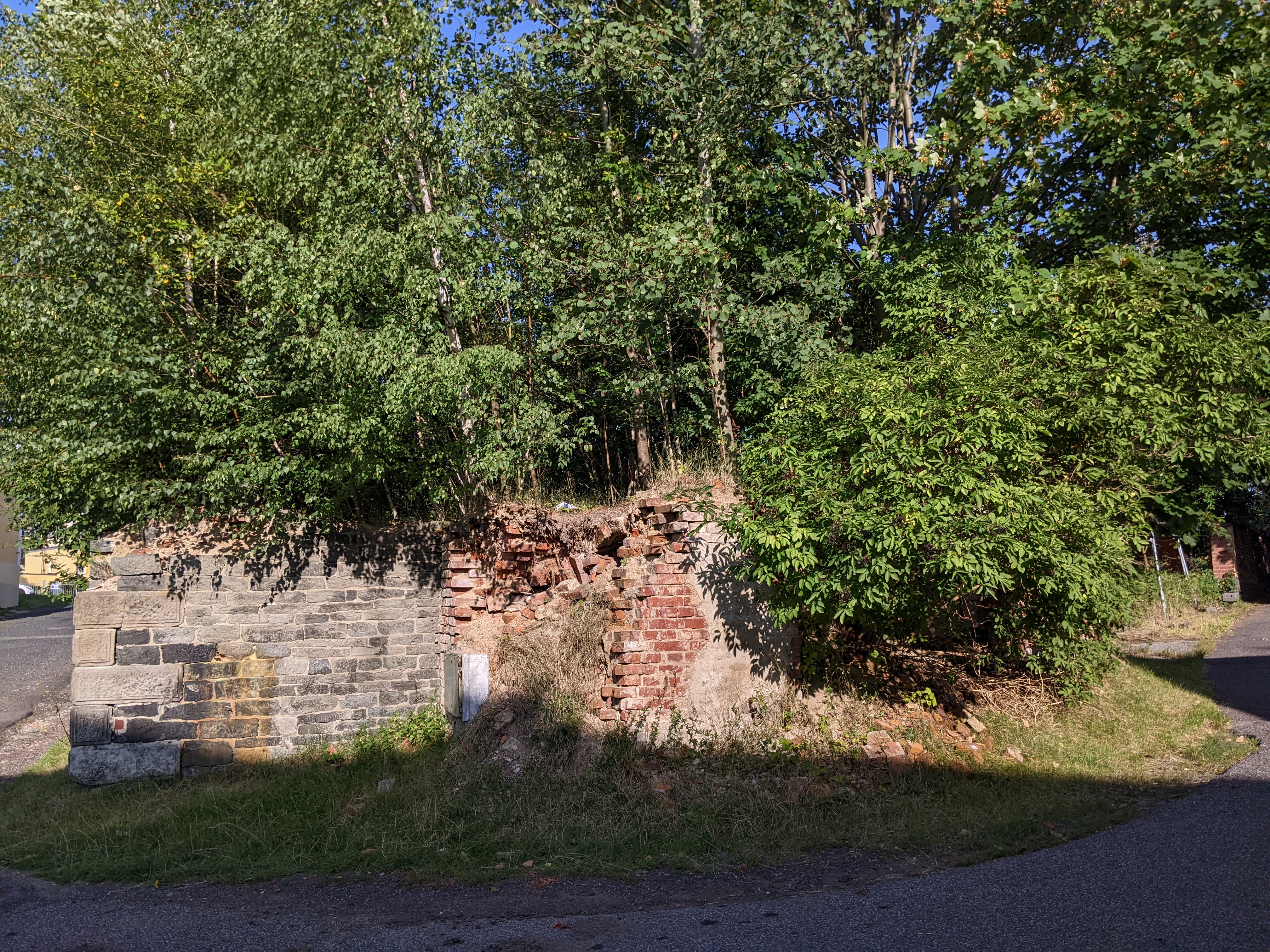
Pozůstatky areálu Bytexu v Rumburku v roce 2024.

Vznikl také nový podnik Byservis inženýrsko obchodní organizace, který převzal podnikové ředitelství Bytexu a jeho prodejny v Praze a v Liberci a další majetek v Liberci, jako např. budovu zámečku a samoobsluhu Kvatro, bývalé jesle a další objekty.
Rumburský závod si ponechal svůj zavedený název a stal se akciovou společností Bytex Rumburk. Tvrdá konkurence méně kvalitních ale levnějších výrobků především z Asie a druhotná platební neschopnost kvůli nesolidním partnerům ze zemí bývalého Sovětského svazu způsobila postupný krach firmy. Výroba byla ukončena v roce 1996. Uzavření Bytexu mělo v regionu významný ekonomický dopad, neboť na něj byla navázána řada dalších podniků a o zaměstnání tak přišlo několik tisíc lidí. Od té doby byla tovární budova z roku 1857 opuštěna a postupně chátrala. V roce 2004 firmu získala společnost Atlas Trend Invest, která zvažovala přestavbu budovy na nákupní centrum, bytový komplex nebo kanceláře. Nic z toho se však nepodařilo zrealizovat a v roce 2012 došlo k demolici budovy.
Liberecký závod ve Vratislavicích se změnil na akciovou společnost Intex. V důsledku konkurence levnějšího méně kvalitního zboží z Holandska, Belgie a USA ale podnik ztratil své dřívější postavení na trhu a zájem o jeho výrobky rapidně poklesl. O záchranu podniku a oživení výroby se neúspěšně pokusil nový majitel Kazan Holding z Panenských ostrovů. Nakonec Intex v roce 1994 postupně ukončil výrobu a areál závodu pronajal jiným firmám. Posledním majitelem společnosti byl podnikatel z Izraele, který textilní stroje prodal do Indie a pozemky mimo areál továrny nabídl Městskému obvodu ve Vratislavicích.